# Imbrasia helena
Imbrasia helena är en fjärilsart som beskrevs av Kruck 1939. Imbrasia helena ingår i släktet Imbrasia och familjen påfågelsspinnare. Inga underarter finns listade i Catalogue of Life.